# 阿部慎之助
阿部 慎之助（あべ しんのすけ、1979年3月20日 - ）は、千葉県浦安市出身の元プロ野球選手（捕手・内野手、右投左打）、プロ野球監督。現在は読売ジャイアンツの監督を務める。
読売ジャイアンツ（巨人）一筋で19年間プレーし、正捕手や一塁手として8度のリーグ優勝、3度の日本シリーズ優勝に貢献。2007年から2014年までは第18代主将も務めた。国際大会でも2009年にWBC優勝を経験。2013年のWBCでは日本代表の正捕手も務めていた。引退翌年の2020年からは巨人の二軍監督やヘッド兼バッテリーコーチ等を歴任し、2024年からは第20代一軍監督を務め、チームを4年ぶり43回目のリーグ優勝に導いた。
愛称は「慎ちゃん」「慎之助」など。

## 経歴

### プロ入り前
3人きょうだいの第2子（1歳上の姉と3歳下の妹がいる）として誕生。慎之助の名は母親が池畑慎之介（ピーター）の大ファンだったことから名付けられた。父は掛布雅之と習志野市立習志野高等学校で同期であり、掛布が3番・父が4番を打ち、全国高等学校野球選手権大会に出場経験がある。その影響もあり、幼い頃から阪神タイガースファンで掛布に憧れ左打ちになった。ただし、掛布の存在も大きかったが直接的な理由は小学校低学年で右目を悪くしたことで父親から勧められたことだという。また父もポジションは捕手、中央大学と共通している。父の勧めもあり、浦安市野球協会学童部所属・軟式少年野球チーム・浦小クラブに所属。その縁で浦安市野球協会で阿部慎之助杯争奪少年野球大会を協賛している。
浦安市立浦安中学校から安田学園高等学校へ進学。高校では通算38本塁打を打つ。高校3年時の1996年度NPBドラフト会議前には、中日ドラゴンズのスカウトを務めていた堀江忠一（関東地区担当スカウト）と中田宗男が阿部の打撃を高く評価しており、また当時の安田学園高校野球部の監督が中田の大学時代の後輩でもあった縁から、中田は監督に阿部をドラフト会議で指名したい旨を伝えており、仮に本人がプロ志望であれば森野将彦に次ぐ3位で指名しようと考えていたという。しかし同年9月、監督は中田に阿部が中央大学へ進学するという旨を伝えたため、中日が阿部を指名することはできなかった。中田はこの出来事について、当時巨人のスカウト部長を務めていた末次利光（中央大学OB）が介在していた可能性を指摘している。
中央大学商学部に進学し3年生春まで東都大学野球連盟2部リーグでプレーする。2部リーグ通算51試合出場、186打数58安打、打率.312、12本塁打、41打点。花田真人との強力バッテリーで、3年生春に2部優勝し、入替戦を制したことで秋にチームは1部昇格。1部リーグ通算28試合出場、92打数27安打、打率.293、5本塁打、19打点。ベストナイン1回。
大学3年時の1999年にはアマチュアの有力選手をプロのキャンプへの派遣する制度によって日本ハムファイターズのキャンプに参加。シート打撃で当時日本ハムのエースだった岩本勉からバックスクリーンへ特大の本塁打を打った。中大時代は打撃には定評があり、（捕手以外の）野手への転向を勧められることもあったが固辞した。2000年11月のNPBドラフト会議において、ドラフト1位（逆指名）で読売ジャイアンツに入団。契約金の最高標準額（1億円プラス出来高払い5000万円）で契約した。背番号は入団から現役引退まで19年間10を着用した。

### 巨人入団
2001年、一軍ヘッドコーチの原辰徳の推薦を受け、3月30日の阪神タイガースとの開幕戦に「8番・捕手」で新人捕手ながら先発出場した（球団では山倉和博以来23年ぶり）。その試合で星野伸之からプロ入り初打席初安打初打点を含む4打点を挙げる活躍を見せた。当時の巨人は村田真一に代わる正捕手の育成が急務だったこともあり、監督の長嶋茂雄は村田を阿部の「教育係」にするとともに、127試合に起用して経験を積み重ねさせた。8月1日の対中日ドラゴンズ戦では6回に遠藤政隆から満塁本塁打を放つなど、最終的には13本塁打を記録したが、規定打席にはあと6打席足りなかった。なお、新人捕手の2桁本塁打は田淵幸一以来2人目。
2002年、前年と同じ127試合に出場し、自身初、球団では1987年の山倉和博以来の捕手による規定打席到達を果たし、初のベストナインとゴールデングラブ賞を受賞した。6月24日の対広島東洋カープ戦（札幌ドーム）の8回表、本塁で三塁走者の福地寿樹と交錯、左足を負傷し、試合後出場登録抹消されるが、後半戦からは高橋由伸の離脱に伴い主に3番で起用され、8月の3度を含む4度のサヨナラ打を記録した。このことから『サヨナラ慎ちゃん』と呼ばれるようになった。8月11日の広島東洋カープ戦でのサヨナラ本塁打は自身初のサヨナラ本塁打であるとともに、巨人の東京ドーム通算1000号本塁打となるメモリアルアーチであった。さらに打率も.298と3割の一歩手前までいくなど、打撃も好調だった。
2003年、3月29日の対中日ドラゴンズ戦で5回一死満塁の打席で朝倉健太から満塁本塁打を放つも、シーズン途中で右肩を故障したこともあり、この年は94試合出場。規定打席には届かなかったものの打率.303を記録した。また、初めてオールスターゲームに出場した。
2004年、4月9日から4月16日にかけて6試合連続本塁打、4月28日は対ヤクルトスワローズ戦（明治神宮野球場）で1試合3本塁打を放った。4月の月間16本塁打は王貞治の球団記録を更新し、1981年の門田博光（南海）、1994年の江藤智（広島）と並ぶ日本タイ記録だった。5月1日の対広島東洋カープ戦では3-3の同点の延長11回一死一塁の打席で永川勝浩からサヨナラ2点本塁打を放ち、5月12日には1998年にマーク・マグワイアが記録した従来の世界記録である「開幕35試合目での20本塁打」を2試合更新した「開幕33試合目での20本塁打」を記録した。だがその後は失速し、5月後半 - 7月はそれぞれ2本ずつに留まったうえ、6月25日に左太ももを故障、7月18日の対ヤクルトスワローズ戦では2-2の同点の9回無死一・二塁の打席で河端龍からサヨナラ3点本塁打を放つが、8月20日に右脇腹を故障したこともあり、最終的には33本塁打だった。しかし、巨人の捕手として球団史上初となるシーズン30本塁打を記録し、2年ぶりに規定打席に到達。さらに自身初となる打率3割も記録した。11月には日米野球に捕手・代打で8試合中6試合に出場したが、13打席11打数0安打2四球だった。
2005年、シーズンを通して5番に定着し、最終的に2年連続で打率3割を越え、出塁率、得点圏打率はチームトップの成績だった。8月13日の対阪神タイガース戦（東京ドーム）では3-3の同点の延長12回無死満塁の打席で久保田智之からサヨナラ安打、8月23日の対横浜ベイスターズ戦では右肩痛のため、プロ入り後初めて一塁手として出場、9月4日の対広島東洋カープ戦（旧広島市民球場）では4回二死満塁の打席でケニー・レイボーンから満塁本塁打を放った。また、オフに守備の負担を減らせば4番打者を務めることができると考えた原辰徳監督に一塁手への配置転換を提案されたが、「捕手として勝負したい」と辞退した。12月2日の契約更改では年俸2000万円増の1億4000万円でサインした。
2006年、ワールド・ベースボール・クラシックの日本代表に選出されたが、前年の故障の影響で出場を辞退。シーズンでも4年ぶりに打率3割を割り、自己ワーストの10本塁打に終わったが、キャリアハイの盗塁阻止率.443を記録した。10月18日に、元・日産ミスフェアレディの一般女性との結婚を発表した。

### 主将、そして4番打者

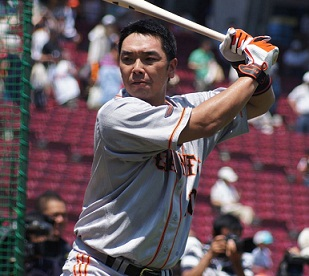
2012年

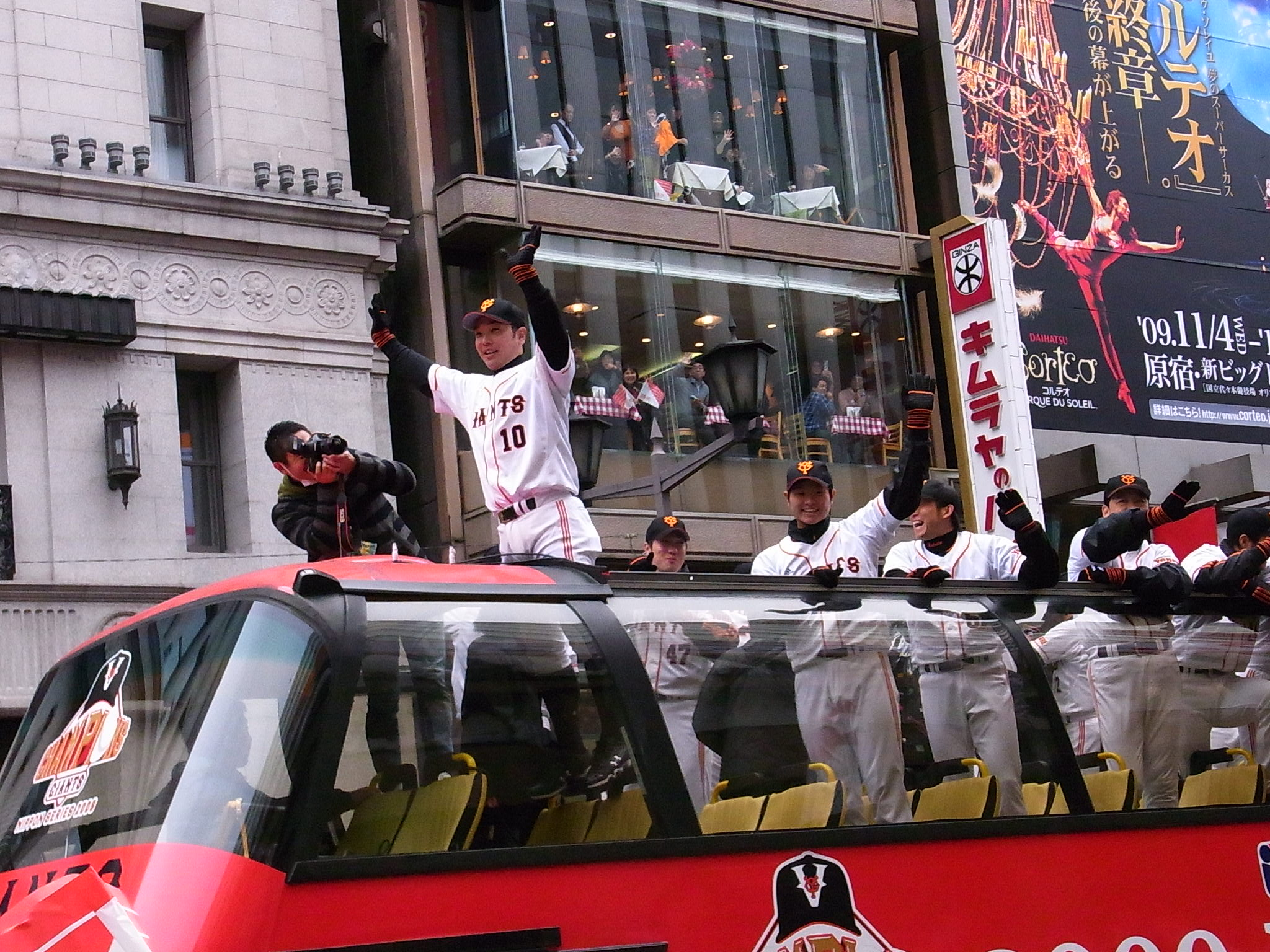
2009年日本シリーズ優勝パレードでの阿部慎之助（2009年11月22日撮影）

2007年、主将に任命された。6月9日の東北楽天ゴールデンイーグルス戦で巨人軍第72代4番となり、この試合で2本塁打5打点と活躍した。また、6月14日のオリックス・バファローズ戦で、平野佳寿から満塁本塁打を打ったが、これはプロ野球史上初の球団通算200満塁本塁打となった。さらにオールスター第2戦ではMVPを獲得。9月25日には33本塁打を打ち、同時に自身初となるシーズン100打点に到達。これは2003年の城島健司（当時ダイエー）以来、史上4人目の捕手登録選手のシーズン100打点達成となった（セ・リーグでは門前真佐人以来2人目で、57年ぶりの記録）。2008年の北京オリンピックの野球日本代表予選3試合に出場し、打率.769（13打数10安打）4打点を記録し、最優秀打者賞・MVPを獲得した。
2008年は本塁打1本に付き1万円を慈善団体に寄付するようになった。優勝が決定した10月10日の試合では2打点を挙げるが、牽制球で二塁へ帰塁した際に右肩を負傷。その結果、クライマックスシリーズは欠場し、日本シリーズは代打・指名打者として出場し、1本塁打含む打率.400を記録するも、捕手の守備に就くことはできなかった。
2009年はスタメンを外れたり、セス・グライシンガーの先発時は鶴岡一成がマスクを被った一方で、4年ぶりに一塁手で出場することもあった。9月には5試合で7本塁打を打つ活躍で月間MVPを受賞。最終的にチームトップ、リーグ2位の32本塁打、リーグ1位の本塁打率、リーグ1位の長打率を記録し、チームのリーグ3連覇に貢献。9月18日の東京ヤクルトスワローズ戦では、巨人の捕手で史上初となる通算200本塁打を達成した。日本シリーズでは北海道日本ハムファイターズと対戦し、第5戦で武田久からサヨナラ本塁打、第6戦では武田勝から決勝打を記録し、ピンチの場面で3番・稲葉篤紀、4番・髙橋信二を三振に仕留める好リードを見せるなど活躍。チームも日本一を達成し、シリーズMVPを受賞した。
2010年5月21日の楽天戦で永井怜から本塁打を打ち、10年連続2桁本塁打を達成した。6月19日の中日ドラゴンズ戦では浅尾拓也からこの試合2本目の本塁打を打ち、6度目の20本塁打を記録した。そして、2004年以来となる両リーグ最速の20本塁打を記録（同日、クレイグ・ブラゼルも記録）した。このペースは2004年に次ぐものであった。さらに、6月は打率.375、14本塁打、21打点の成績で月間MVPに選出された。9月11日の広島戦で、捕手としては野村克也・田淵幸一に次ぐ史上3人目のシーズン40本塁打を達成した。捕手としては球団初、左打者の捕手としても史上初の記録であった。本塁打率は2年連続でセ・リーグ1位だった。契約更改では、4億円を提示された。
2011年は東日本大震災の影響で日程が遅れたことに加え、4月5日の阪神との練習試合で右脹脛を負傷し、開幕に出遅れた。その後は二軍での調整を経て、交流戦初戦の楽天戦で「5番・捕手」で一軍復帰すると、初安打を打った。その後も正捕手としてだけではなく、終盤はラミレスに代わって4番に定着するなど、攻守にわたってチームを牽引した。9月29日の横浜戦では谷繁元信が打ち立てた、セ・リーグ記録の連続守備機会無失策1708を抜く、新記録の1709を達成した。最終的には114試合に出場して、打率.292、114安打、61打点を記録したが、開幕から1か月の間欠場した影響で8年ぶりに規定打席には到達できず。それでもチーム2位、そして5年連続となるシーズン20本塁打を達成した。シーズン中には、第7回「ジョージア魂賞」を受賞し、JA全農Go・Go賞は、8月の「最多盗塁阻止賞」部門、9月の「最多二塁打、三塁打賞」部門、10月の「最優秀賞」と3か月連続で受賞。また、5年連続となるベストナインにも選出された。契約更改では、怪我で出遅れながらもチームを牽引したことが評価され、現状維持の4億円（推定）で更改した。
2012年1月に第3子が誕生した。主に4番で起用され、史上最多タイとなる年間3度の月間MVPを受賞するなどチームを牽引し、自身初の打撃タイトルとなる首位打者、打点王、最高出塁率を獲得した。本塁打もウラディミール・バレンティンに4本差の2位であり、一時は三冠王も視界に入れた。打率.3404は1991年に古田敦也が記録した.3398を上回る捕手の最高記録であり、打点は両リーグで唯一100を超える104を記録した。また、三振数も規定打席到達者の中でセ・リーグ最少で、出塁率・長打率も12球団トップだった。リード面でもチーム防御率2.16は、1966年の西鉄ライオンズ（2.13）以来の好成績となった。日本シリーズでは、3戦目に右膝裏を痛めて途中交代し、4戦目と5戦目に出番はなかったが、6戦目は「4番・捕手」で出場し、7回裏に決勝適時打を打ってチームを日本一に導いた。また、原監督と共に正力松太郎賞を受賞し、さらにセ・リーグMVPにも選出された。11月6日に発表された「侍ジャパンマッチ2012「日本代表 VS キューバ代表」」の日本代表にも選ばれた。契約更改では推定年俸5億7000万円の1年契約で更改。佐々木主浩、松井秀喜に次ぐNPBで日本人史上3位の高額年俸となった。12月4日に発表された第3回WBC日本代表候補選手34人に選ばれた。
2013年は前年に続き安定した活躍を続け、攻守にわたってチームを牽引した。だが優勝マジックを1として迎えた9月21日の広島戦で、試合開始10分前に肩に強い違和感を持ち欠場。代役として井野卓が出場することになった。そして診断の結果、帯状疱疹に感染していることが明らかとなった。それでも翌日の9月22日の広島戦、1点リードの9回に捕手として出場し、チームの顔として優勝の瞬間にグラウンドに立った。前年ほどの傑出した成績ではなかったものの、それでも3年ぶりに30本塁打を記録するなど、この年も打撃各部門で高い数字を記録した。また、推定年俸が6億円となり、松井秀喜と並ぶ球団最高年俸タイ記録、NPBでは史上2位タイ記録となった。
2014年5月1日のヤクルト戦で西村健太朗の逆球を捕った際に首を痛め、途中交代した。6月7日の西武戦で岸孝之から本塁打を打ち、球団歴代本塁打数332本で並んでいた松井秀喜を抜いて球団歴代単独4位に浮上した。なお、この本塁打で捕手としては史上5人目となる通算1000打点も達成した。7月11日の阪神戦では、プロで初の退場処分。7月25日の中日ドラゴンズ戦では、球団史上6人目となる通算3000塁打を達成した。しかし、この年は怪我や不振に泣かされ、一塁手で出場することもあった。そのうえ本塁打も19本に終わり、2006年の10本以来、8年ぶりに20本を下回ったほか、打率.248は規定打席到達者の中で最下位だった。クライマックスシリーズでは全試合4番打者を務め、第1戦に藤浪晋太郎から本塁打、第3戦ではランディ・メッセンジャーから先制適時打を打ったが、この2安打のみと不振だった。なお、第3戦の適時打はCS4試合の中でチーム唯一の適時打だった（それ以外の得点は本塁打と犠飛）。オフの10月22日、「日本プロ野球80周年記念試合」の阪神・巨人連合チームに選出された。11月6日、捕手部門で2年連続となるゴールデングラブ賞を受賞した。不振が響いて推定年俸は5億1000万円（9000万円ダウン）になったが、それでも球界最高年俸は変わらなかった。

### 内野手へのコンバート

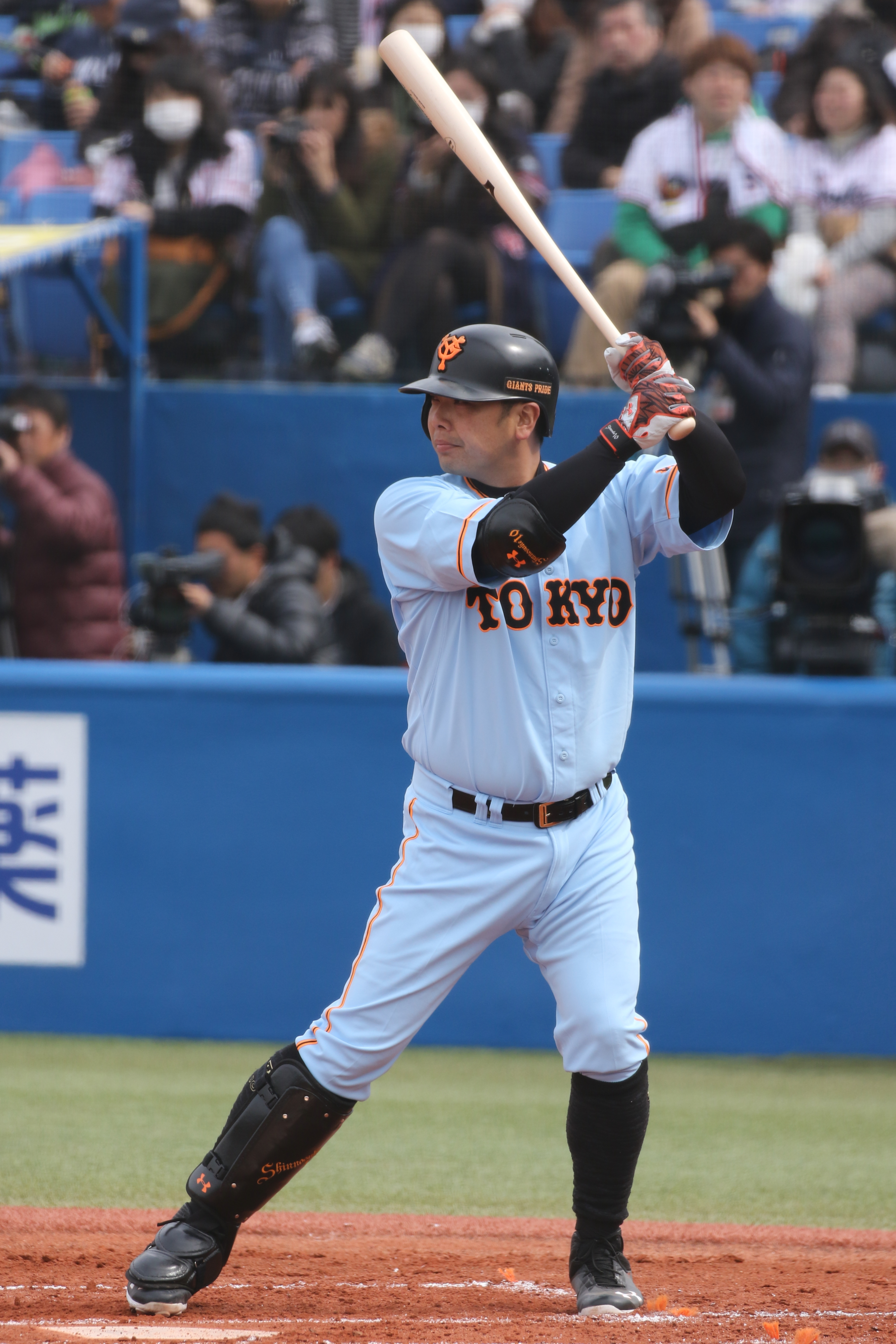
2016年3月16日 明治神宮野球場

2015年は捕手から一塁手にコンバートされ、開幕から一塁手で出場したが、相川亮二が離脱したこともあり、急遽4月3日の阪神戦で捕手に復帰した。これを記念し4月15日に、「I'm back! Tシャツ」が発売された。4月18日、左太腿裏の肉離れで登録抹消された。7月1日の広島戦で通算350本塁打を達成した。しかし自主トレからハイペースで猛練習した影響で、開幕前に疲労が蓄積し、その結果、シーズンを通して何度も離脱を繰り返し、結局111試合の出場で打率.242、15本塁打、47打点の成績に終わった。CSのファイナルシリーズでは打率.688を記録。推定年俸は選手の減額制限である40%近くの36%（1億8400万円）ダウンを受け入れ、3億2600万円でサインした。巨人としては球団史上では金額面で過去2番目、12球団でも4番目となる下げ幅だった。
2016年は当時の監督である高橋由伸の方針で再び捕手登録に戻った。シーズン前、里崎智也は元々「自分が監督なら捕手はキャッチング・ブロッキング・スローイングが一軍レベルに達している場合それ以上の守備力に関わらず打つ選手を使う」という持論を持っていただけに、打撃に定評のある阿部が一軍でマスクを被れるかどうかに注目していた。だが、オープン戦で肩に違和感を覚えて登録抹消され、開幕二軍で迎えた。5月31日のオリックス戦で一軍復帰し、本塁打を打った。さらに、7月8日のDeNA戦から8月10日のDeNA戦まで23試合連続安打を記録し、自己最長連続安打となった。最終的に91試合の出場で規定打席到達はならなかったが、打率.310、12本塁打、52打点を記録し、4番として随所で活躍を見せた。しかし、一塁手または指名打者としての出場となり、プロ入り後、初めて捕手での出場が0のシーズンとなった。推定年俸は6600万円ダウンの2億6000万円となった。
2017年は再び内野手登録となった。3月31日の中日との開幕戦で大野雄大から本塁打を打ち、自身初のシーズン初打席での本塁打を記録し、4月1日の中日戦でも田島慎二から逆転サヨナラ3ランを打った。6月18日のロッテ戦で佐々木千隼から本塁打を打ち、通算382本塁打として原辰徳に並んだ。さらに第2打席で2打席連続本塁打を記録して通算383本塁打となり、原を抜いて球団歴代単独3位となった。8月13日の広島戦で今村猛から安打を打ち、NPB史上49人目の通算2000安打を達成した。巨人の生え抜きでは1980年の柴田勲以来37年ぶり5人目、また21世紀以降の巨人のドラフト指名選手では初の快挙であった。3年ぶり、内野手登録となってからは初めて規定打席に到達し、打率は.262と振るわなかったものの内野手転向後では最多の129試合の出場で17年連続2桁本塁打となる15本塁打・76打点を記録した。
2018年は岡本和真にレギュラーを奪われ、怪我以外の理由では初めて開幕スタメンを外れた。その後は主に代打での出場が続いたが出場機会に恵まれず、初安打は4月29日と遅れた。それでも随所での活躍が光り、10月1日のヤクルト戦では10号本塁打を打った。これで入団1年目から18年連続での2桁本塁打となり、清原和博、張本勲に次ぎ歴代3位となった。岡本の台頭によって先発出場は少なかったものの、1年を通して大きな怪我もなく、一度も登録を抹消されず最終的に95試合に出場。打率.247、11本塁打、46打点を記録した。

### 捕手復帰、現役引退へ
2019年は監督に復帰した原辰徳と協議し、再び捕手に復帰することを決意した。小林誠司、宇佐見真吾、大城卓三、そして埼玉西武ライオンズからFAで新加入した炭谷銀仁朗との正捕手争いとなった。しかし、キャンプ中に度重なる怪我に悩まされて、捕手は宇佐見を除いて3人体制となり、阿部は代打の切り札として開幕一軍入りした。
6月1日の中日戦で田島慎二から本塁打を打ち、史上19人目となる通算400本塁打を達成した。巨人での通算400本塁打達成は王貞治・長嶋茂雄に次ぐ3人目であり、巨人の捕手では史上初の達成となった。また、捕手の通算400本塁打達成は野村克也・田淵幸一に次いで史上3人目だった。捕手で1666試合出場しており、捕手で通算1000試合出場と通算2000安打を達成しての通算400本塁打は野村以来2人目だった。また、本塁打王なしでの通算400本塁打は史上5人目であった。6月9日のロッテ戦で田中靖洋から本塁打を打ち、通算229人の投手から本塁打を記録というNPB新記録を樹立した。6月13日の西武戦で本塁打を打ち、通算230人の投手から本塁打を記録し、記録を更新。交流戦での通算本塁打数をセ・リーグ初となる60本塁打とした。7回には粟津凱士から二塁打を打ち、史上42人目（球団の生え抜き選手では川上哲治、長嶋、王に次ぎ4人目）の通算350二塁打を達成した。捕手として400本塁打・350二塁打を達成した選手は野村以来史上2人目、セ・リーグでは史上初の快挙であった。
その後は小林や大城がスタメンマスクで起用され続けたことで阿部は前年までと同様に代打や一塁手でのスタメン起用に終始し、捕手復帰を目指したシーズンながら結局一度もマスクをかぶる機会はなく、自身の今後について原とも協議した結果、2019年限りで現役を引退することを決断。9月23日に明治神宮野球場で行われたヤクルト戦終了後のミーティングでチームメイトに涙ながらに引退を報告する様子が巨人軍公式のTwitterとYouTubeチャンネルで公開された。9月25日には引退会見が行われた。
9月27日の本拠地最終戦（DeNA戦）で『ありがとう慎之助』と銘打った引退記念試合が行われ、2015年5月31日の楽天戦以来1580日ぶりに「4番・捕手」として先発出場した（捕手での出場自体は2015年6月6日のソフトバンク戦以来1574日ぶり）。初回は引退会見で自ら「もう一度球を受けたい」と名前を挙げ、来日初先発となったスコット・マシソンを好リード。2回は救援登板した中央大学の後輩でもある澤村と2012年の日本シリーズにおける場面を再現するやりとりを見せてマウンドで握手を交わしたあと、大城卓三と入れ替わる形で一塁手の守備に就いた。この試合で4回裏に中川虎大から公式戦最後の安打（通算2132安打目）となる通算406号本塁打を右翼席へ叩き込み、8回の守備で山本泰寛と交代しベンチへ退いた。9月28日のヤクルト戦（明治神宮野球場）がシーズン最終戦及び公式戦最後の試合となり、代打で出場も申告敬遠され、中央大学の後輩でもある鍬原拓也を代走に送られた。これについては「俺らしい。史上初じゃない? 球史に残る偉大な記録じゃないかな」とコメントした。現役最終年となったこの年は打率も3割近くOPSも.892と高水準だったが、序盤は代打メインで先発出場が増えたのが後半戦以降ということもあり打数は少なく、キャリアで唯一本塁打は1桁に留まった。
日本シリーズでは全4試合（1 - 3戦目は5番打者として先発）に出場し、初戦の第1打席では千賀滉大から令和の日本シリーズ初本塁打・初得点となるソロ本塁打を打ったが、チームはソフトバンクに4連敗を喫し敗退（プロ最終打席は二塁ゴロ）。第4戦終了後に対戦相手であるソフトバンクの選手たちによって背番号と同じ10回胴上げされ、19年間の現役生活を終えた。
11月1日、任意引退公示された。

### 現役引退後

#### 二軍監督・コーチ
2020年から巨人の二軍監督に就任。背番号は80に変更された。
2020年、9月16日に元木大介一軍ヘッドコーチが虫垂炎のため緊急入院したことにより、同日の対阪神戦から10月1日の対広島戦まで一軍ヘッドコーチ代行としてベンチ入りした（期間中は二軍野手総合コーチの村田修一が二軍監督代行を務めた）。
2021年も引き続き二軍監督を務めたが、二軍公式戦全日程終了後の10月5日から一軍作戦コーチに配置転換された（二軍監督代行は三軍監督の二岡智宏が務めた）。
2022年は、一軍作戦兼ディフェンスチーフコーチとして、守備部門におけるトップを務め、投手チーフコーチの桑田真澄、ヘッド兼オフェンスチーフコーチの元木大介と共に、“3大チーフコーチ”の一角を担った。
2023年は“3大チーフコーチ”体制はなくなり、一軍ヘッド兼バッテリーコーチに就任した。そして10月4日のシーズン最終戦終了後に行われた最終戦セレモニーで挨拶に立った原辰徳監督から、自身の退任とともに後任として阿部が監督に就任することが公表された。

#### 第20代巨人軍監督
2023年10月6日、正式に監督就任が発表された。同日に球団オーナーの山口寿一、前監督の原辰徳が同席の上で就任記者会見を執り行い、監督就任と共に背番号を原が着用していた83に変更、契約期間は2024年から3年間であることも併せて発表された。球団では浅沼誉夫（第2代監督）以来2人目、戦後（2リーグ制以降）では初めて捕手出身の監督であり、かつ二軍監督経験者として初の一軍監督就任でもある。一軍コーチ陣には現役時代にチームメイトであった二岡智宏や内海哲也、杉内俊哉らを招聘した。
2024年、スポーツ報知では毎年歴代監督本人のスローガンを書道で披露することになっているが、書道初体験の阿部が初披露したその年のスローガンは『新風』である。
3月29日の開幕戦（対阪神戦）に4-0で勝利し、監督として初勝利を挙げる。球団として2リーグ制以降の新人監督による開幕戦勝利は高橋由伸以来8年ぶり4人目となる。9月28日の対広島戦（マツダスタジアム）に8-1で勝利し、チームを4年ぶり39回目のセ・リーグ優勝へと導いた。球団として2002年の原辰徳以来22年ぶり6人目の新人監督による優勝で、前年Bクラスからは初であった。また、捕手出身の監督による優勝はセ・リーグ史上初となった。しかしクライマックスシリーズではリーグ3位でファーストステージ勝者の横浜DeNAベイスターズに3勝4敗（レギュラーシーズン1位のアドバンテージ1勝を含む）で敗れ、日本シリーズ進出を逃した。
同年オフに菅野智之が海外FA権を行使しボルチモア・オリオールズへ移籍するが、投手では4年総額50億円超（推定）で前中日のライデル・マルティネスや前楽天の田中将大、阿部たっての希望により4年ぶりのFA補強でソフトバンクから甲斐拓也、新外国人としてトレイ・キャベッジを獲得するなど、総額70億円規模の大型補強を敢行した。コーチスタッフでは、現役時代から厚い信頼関係を築いてきた橋上秀樹を再招聘した。
2025年、前年に引き続きスローガンは『新風』。5月22日、対阪神戦に勝利し監督通算100勝目を挙げた。7月3日の阪神戦でリクエストの結果に抗議をしたことで自身2度目の退場となった。巨人の監督退場は1974年の川上哲治以来51年ぶり。

## 代表経歴
2000年9月にはシドニーオリンピック代表に選ばれた。

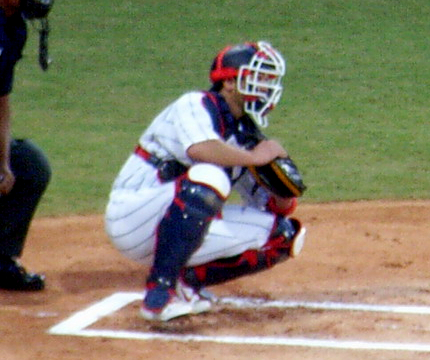
北京オリンピック日本代表での阿部

北京オリンピック代表に選出され、8試合に出場した。
2009年シーズン開幕前の3月に開催された第1回ワールド・ベースボール・クラシック(WBC)の日本代表に選出された。城島が正捕手として起用されたため出場機会には恵まれなかったが、第2ラウンド1組1位決定戦では捕手として先発出場した。
2013年2月20日に発表された第3回WBC日本代表選手28人に選ばれた、2大会連続2度目の選出となった。同大会では、主将、4番、正捕手の三役を兼任した。1次ラウンドでは無安打も、3月12日のオランダ戦では自身初かつWBC史上初の1イニング2本塁打を記録した。しかし、準決勝のプエルトリコ戦では好機に3度凡退し、チームは敗戦を喫した。阿部は全7試合に出場し、チーム最多タイの7打点を記録した。

## 選手としての特徴

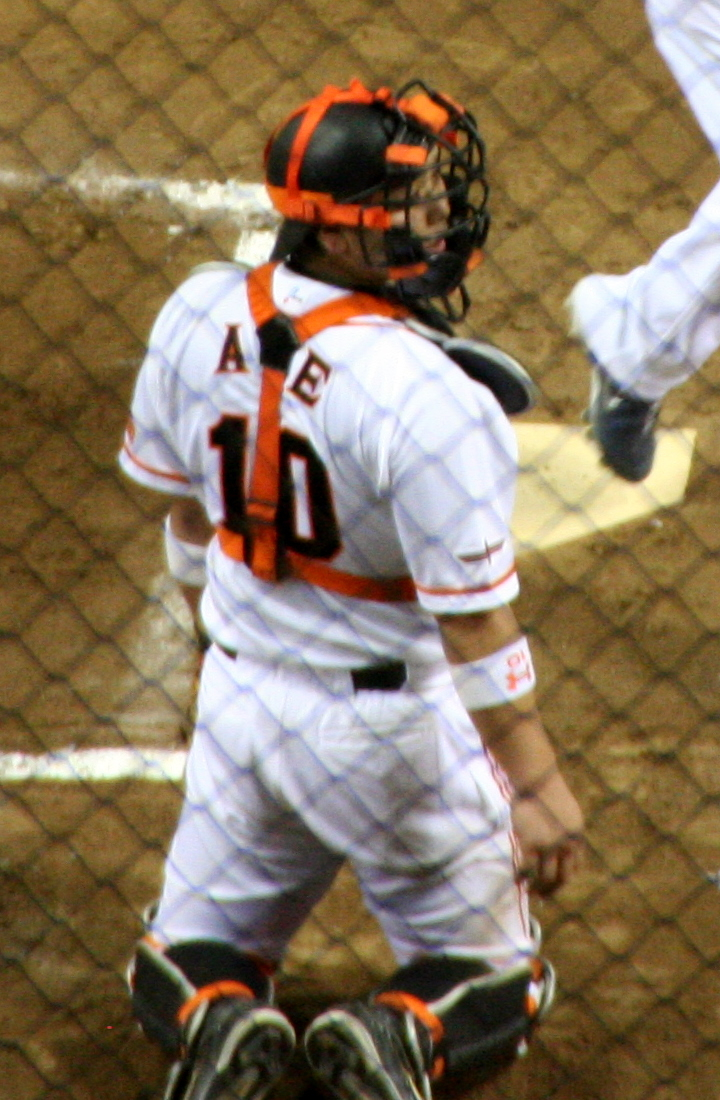
捕手の守備に就く阿部

### 打撃
強打、強肩の捕手として知られ、基準違反統一球が導入されていた2011年から2012年において両リーグ最高打率となる.318、同OPS.935を誇った。スイングを始めてから腰を捕手方向に捻るツイスト打法により緩急に対応し、内角の球も切れずにスタンドに運ぶ技術を持つ。
左打者ながら左投手も苦にせず、2006年から2010年まで左投手に対して打率.283を記録し、統一球導入後の通算でも打率.327を記録している。ツイスト打法は内田順三に勧められて2004年から取り入れ、普段の練習やティーバッティングなどで腰の開きを我慢しながら反復して練習しているという。また、父からの「力に頼ることなく基礎の技術を大事に素直に打ちなさい」という教えを忠実に守っており、練習でのフリーバッティングにおいても強引に引っ張るのではなく、逆方向へ打ち返す練習を2017年の時点でも行なっていた。下半身の強靭さが必要なツイスト打法を使いこなす一方で、左打者で一塁到達4秒台後半の鈍足である。捕手でありながら強打者でもあることが高く評価されてきたが、阿部曰く捕手であるために打撃で悩む暇がなかったことが逆に良かったとしている。

### 守備
スローイング面では2010年には両リーグトップの進塁阻止率を記録。アマチュア時代から強肩に定評があり、スローイングの制球も安定している。試合後のアイシングやオフの鍼治療などで肩のケアには気を配っているが、肩の消耗のため「大学時代が一番スローイングは良かったかな?」と思うこともあるという。
リード面では「直感型とデータ型に分類するのではなく、両方が必要だと思っている。リードに関しては正解がないから、臨機応変に対応できることが一番」と話している。キャプテンシーが高く評価されており、チームメイトからは「ミットを構えた時の安心感があるし、声をかけてくれるタイミングも抜群」との信頼を得ている。2009年から2014年までは捕手として戦力になれる選手がいたことや怪我の影響もあり負担の少ない一塁手としての出場も偶にあったが、2005年と2015年以降では怪我が深刻になったこともあり一塁手としての出場が急増した。

### 主将として
2007年から2014年まで8年間にわたってチームの主将を務めたことで、緊張感のないプレーや不甲斐ない姿を晒す選手に対しては厳しい言葉を発することがあった。また、毎年1月に行われる自主トレには、坂本勇人や小林誠司を始め多くの若手選手を自費で帯同させていた。
2011年、シーズン終盤の10月6日の横浜戦に先発した東野峻が7回2安打2失点の投球を見せたが、5四球出したことで「この成績で満足するなら野球やめたほうがいいんじゃないか」と苦言を呈した。
2012年の日本シリーズ第2戦では、先発の澤村拓一が初回に2つの死球でピンチを招き、さらに牽制球のサインを見逃したことで、一度タイムを取ってマウンドに行き澤村の頭を叩いた。これで澤村は奮起し、8回無失点の好投で日本シリーズ初登板初先発初勝利を飾った（詳細は2012年の日本シリーズを参照）。7年後の阿部の引退記念試合では、2回に登板した澤村に対しサインが合わずマウンドへ駆け寄る阿部が澤村を叩く素振りを見せて握手を交わすというこのシーンを再現した一幕が見られた。

### メンタル面
プロ入り1年目から正捕手に抜擢され、若手時代は投手の成績が振るわないと阿部がメディアからリード批判の標的にされ、苦しめられることも多かった。また、先輩投手にちゃんと返球しなきゃいけないというプレッシャーからイップスに陥った経験も明かしている。練習量で取り戻そうとスローイング練習を繰り返す日々を送ったが、そのせいで肩を壊してしまうこともあった。自分から周りにイップスであることを言えるようになってから精神的な変化があり改善していったという。その後、同リーグの捕手からは様々な重圧を乗り越えてきたメンタルの強さを賞賛されるようになり、谷繁元信は「入って来たときはいろんな批判がありながらそこを黙らせた。自分の成績で。メンタル的に強くないとできない」と語り、相川亮二は巨人という伝統球団で捕手を続けることの重圧を踏まえながら「慎之助は重たい責任を背負ってこれだけ長くレギュラーとして、チームの中心選手としてやってきた。そういう強さを持っているのが本当に凄い」と称えた。

### その他
総合評価指標WARにおいて、2012年、2013年にはそれぞれ9.7、8.4といずれも両リーグNo.1の数値を記録する。現役時代は左打ち、そして二軍監督としてのプロフィールでは「右投左打」と登録されているが、指導者となってからは実際にはノック等では右打としている。本人曰くメジャーリーグベースボールからの誘いはあったというが「英語が喋れないので断念した。」という。

## 詳細情報

### 年度別打撃成績
| 年 度      | 球 団      | 試 合 | 打 席 | 打 数 | 得 点 | 安 打 | 二 塁 打 | 三 塁 打 | 本 塁 打 | 塁 打 | 打 点 | 盗 塁 | 盗 塁 死 | 犠 打 | 犠 飛 | 四 球 | 敬 遠 | 死 球 | 三 振 | 併 殺 打 | 打 率 | 出 塁 率 | 長 打 率 | O P S |
| ---------- | ---------- | ----- | ----- | ----- | ----- | ----- | -------- | -------- | -------- | ----- | ----- | ----- | -------- | ----- | ----- | ----- | ----- | ----- | ----- | -------- | ----- | -------- | -------- | ----- |
| 2001       | 巨人       | 127   | 428   | 386   | 40    | 87    | 18       | 0        | 13       | 144   | 44    | 3     | 0        | 2     | 2     | 31    | 7     | 7     | 79    | 9        | .225  | .293     | .373     | .666  |
| 2002       | 巨人       | 127   | 511   | 446   | 62    | 133   | 26       | 0        | 18       | 213   | 73    | 4     | 1        | 4     | 3     | 46    | 12    | 12    | 81    | 10       | .298  | .377     | .478     | .854  |
| 2003       | 巨人       | 94    | 371   | 314   | 46    | 95    | 15       | 1        | 15       | 157   | 51    | 1     | 1        | 3     | 4     | 40    | 6     | 9     | 52    | 7        | .303  | .392     | .500     | .892  |
| 2004       | 巨人       | 108   | 436   | 379   | 61    | 114   | 22       | 1        | 33       | 237   | 78    | 0     | 0        | 1     | 0     | 43    | 1     | 13    | 87    | 6        | .301  | .391     | .625     | 1.016 |
| 2005       | 巨人       | 130   | 534   | 476   | 56    | 143   | 16       | 0        | 26       | 237   | 86    | 0     | 2        | 0     | 6     | 51    | 4     | 1     | 78    | 15       | .300  | .365     | .498     | .863  |
| 2006       | 巨人       | 129   | 497   | 452   | 39    | 133   | 26       | 2        | 10       | 193   | 56    | 0     | 2        | 4     | 2     | 35    | 4     | 4     | 76    | 8        | .294  | .349     | .427     | .776  |
| 2007       | 巨人       | 140   | 580   | 499   | 72    | 137   | 20       | 0        | 33       | 256   | 101   | 1     | 2        | 3     | 10    | 57    | 7     | 11    | 76    | 17       | .275  | .355     | .513     | .868  |
| 2008       | 巨人       | 125   | 484   | 428   | 60    | 116   | 27       | 0        | 24       | 215   | 67    | 1     | 1        | 4     | 0     | 44    | 5     | 8     | 66    | 17       | .271  | .350     | .502     | .852  |
| 2009       | 巨人       | 123   | 462   | 409   | 63    | 120   | 20       | 2        | 32       | 240   | 76    | 1     | 1        | 2     | 7     | 34    | 0     | 10    | 87    | 9        | .293  | .357     | .587     | .943  |
| 2010       | 巨人       | 140   | 569   | 498   | 85    | 140   | 27       | 2        | 44       | 303   | 92    | 0     | 0        | 1     | 1     | 58    | 3     | 11    | 91    | 8        | .281  | .368     | .608     | .976  |
| 2011       | 巨人       | 114   | 437   | 390   | 45    | 114   | 21       | 0        | 20       | 195   | 61    | 1     | 1        | 2     | 1     | 35    | 2     | 9     | 66    | 12       | .292  | .363     | .500     | .863  |
| 2012       | 巨人       | 138   | 556   | 467   | 72    | 159   | 22       | 1        | 27       | 264   | 104   | 0     | 0        | 2     | 8     | 69    | 6     | 9     | 47    | 11       | .340  | .429     | .565     | .994  |
| 2013       | 巨人       | 135   | 529   | 422   | 81    | 125   | 17       | 0        | 32       | 238   | 91    | 0     | 0        | 0     | 6     | 86    | 9     | 15    | 59    | 8        | .296  | .427     | .564     | .991  |
| 2014       | 巨人       | 131   | 526   | 459   | 49    | 114   | 24       | 0        | 19       | 195   | 57    | 1     | 3        | 0     | 2     | 58    | 5     | 7     | 77    | 16       | .248  | .340     | .425     | .765  |
| 2015       | 巨人       | 111   | 419   | 343   | 44    | 83    | 14       | 0        | 15       | 142   | 47    | 0     | 0        | 0     | 4     | 64    | 1     | 8     | 84    | 9        | .242  | .370     | .414     | .784  |
| 2016       | 巨人       | 91    | 387   | 335   | 43    | 104   | 13       | 0        | 12       | 153   | 52    | 0     | 1        | 1     | 3     | 44    | 1     | 4     | 55    | 8        | .310  | .394     | .457     | .850  |
| 2017       | 巨人       | 129   | 512   | 455   | 41    | 119   | 13       | 0        | 15       | 177   | 76    | 0     | 1        | 1     | 7     | 41    | 1     | 8     | 67    | 13       | .262  | .329     | .389     | .718  |
| 2018       | 巨人       | 95    | 223   | 198   | 22    | 49    | 6        | 0        | 11       | 88    | 46    | 0     | 0        | 1     | 1     | 21    | 2     | 2     | 55    | 6        | .247  | .324     | .444     | .769  |
| 2019       | 巨人       | 95    | 192   | 158   | 15    | 47    | 8        | 0        | 7        | 76    | 27    | 0     | 0        | 0     | 2     | 28    | 2     | 4     | 23    | 1        | .297  | .411     | .481     | .892  |
| 通算：19年 | 通算：19年 | 2282  | 8653  | 7514  | 996   | 2132  | 355      | 9        | 406      | 3723  | 1285  | 13    | 16       | 31    | 69    | 885   | 78    | 152   | 1306  | 190      | .284  | .368     | .495     | .863  |

- 各年度の太字はリーグ最高
- 2011年は規定打席に9打席不足しているが、規則[注 12]により最高長打率打者となった[124]。

### 年度別打撃成績所属リーグ内順位
| 年 度 | 年 齢 | リ ｜ グ   | 打 率 | 安 打 | 二 塁 打 | 三 塁 打 | 本 塁 打 | 打 点 | 盗 塁 |
| ----- | ----- | ---------- | ----- | ----- | -------- | -------- | -------- | ----- | ----- |
| 2001  | 23    | セ・リーグ | -     | -     | -        | -        | -        | -     | -     |
| 2002  | 24    | セ・リーグ | -     | -     | 10位     | -        | -        | 9位   | -     |
| 2003  | 25    | セ・リーグ | -     | -     | -        | -        | -        | -     | -     |
| 2004  | 26    | セ・リーグ | -     | -     | -        | -        | 8位      | -     | -     |
| 2005  | 27    | セ・リーグ | -     | -     | -        | -        | -        | -     | -     |
| 2006  | 28    | セ・リーグ | -     | -     | -        | -        | -        | -     | -     |
| 2007  | 29    | セ・リーグ | -     | -     | -        | -        | 5位      | 4位   | -     |
| 2008  | 30    | セ・リーグ | -     | -     | 9位      | -        | 7位      | -     | -     |
| 2009  | 31    | セ・リーグ | 10位  | -     | -        | -        | 2位      | -     | -     |
| 2010  | 32    | セ・リーグ | -     | ‐     | -        | -        | 3位      | 6位   | -     |
| 2011  | 33    | セ・リーグ | -     | -     | -        | -        | 4位      | 9位   | -     |
| 2012  | 34    | セ・リーグ | 1位   | 4位   | -        | -        | 2位      | 1位   | -     |
| 2013  | 35    | セ・リーグ | 6位   | -     | -        | -        | 3位      | 3位   | -     |
| 2014  | 36    | セ・リーグ | -     | -     | -        | -        | -        | -     | -     |
| 2015  | 37    | セ・リーグ | -     | -     | -        | -        | -        | -     | -     |
| 2016  | 38    | セ・リーグ | -     | -     | -        | -        | -        | -     | -     |
| 2017  | 39    | セ・リーグ | -     | -     | -        | -        | -        | -     | -     |
| 2018  | 40    | セ・リーグ | -     | -     | -        | -        | -        | -     | -     |
| 2019  | 41    | セ・リーグ | -     | -     | -        | -        | -        | -     | -     |

- -は10位未満（打率は規定打席未到達の場合も-と表記）
- 太字年度は規定打席到達年度、年度背景色金色は最優秀選手賞（MVP）受賞年度

### WBCでの打撃成績
| 年 度 | 代 表 | 試 合 | 打 席 | 打 数 | 得 点 | 安 打 | 二 塁 打 | 三 塁 打 | 本 塁 打 | 塁 打 | 打 点 | 盗 塁 | 盗 塁 死 | 犠 打 | 犠 飛 | 四 球 | 敬 遠 | 死 球 | 三 振 | 併 殺 打 | 打 率 | 出 塁 率 | 長 打 率 |
| ----- | ----- | ----- | ----- | ----- | ----- | ----- | -------- | -------- | -------- | ----- | ----- | ----- | -------- | ----- | ----- | ----- | ----- | ----- | ----- | -------- | ----- | -------- | -------- |
| 2009  | 日本  | 4     | 6     | 6     | 0     | 1     | 0        | 0        | 0        | 1     | 0     | 0     | 0        | 0     | 0     | 0     | 0     | 0     | 2     | 0        | .167  | .167     | .167     |
| 2013  | 日本  | 7     | 24    | 23    | 5     | 6     | 1        | 0        | 2        | 13    | 7     | 0     | 0        | 0     | 0     | 1     | 0     | 0     | 2     | 0        | .261  | .292     | .565     |

### 年度別守備成績
| 年 度 | 球 団 | 捕手  | 捕手  | 捕手  | 捕手  | 捕手  | 捕手  | 捕手     | 捕手     | 捕手     | 捕手     | 捕手     | 一塁  | 一塁  | 一塁  | 一塁  | 一塁  | 一塁     |
| 年 度 | 球 団 | 試 合 | 刺 殺 | 捕 殺 | 失 策 | 併 殺 | 捕 逸 | 守 備 率 | 企 図 数 | 許 盗 塁 | 盗 塁 刺 | 阻 止 率 | 試 合 | 刺 殺 | 補 殺 | 失 策 | 併 殺 | 守 備 率 |
| ----- | ----- | ----- | ----- | ----- | ----- | ----- | ----- | -------- | -------- | -------- | -------- | -------- | ----- | ----- | ----- | ----- | ----- | -------- |
| 2001  | 巨人  | 125   | 846   | 63    | 4     | 8     | 6     | .996     | 68       | 44       | 24       | .353     | -     | -     | -     | -     | -     | -        |
| 2002  | 巨人  | 126   | 1013  | 65    | 6     | 15    | 9     | .994     | 50       | 30       | 20       | .400     | -     | -     | -     | -     | -     | -        |
| 2003  | 巨人  | 93    | 772   | 51    | 7     | 4     | 4     | .992     | 61       | 39       | 22       | .361     | -     | -     | -     | -     | -     | -        |
| 2004  | 巨人  | 108   | 894   | 56    | 2     | 10    | 4     | .998     | 56       | 38       | 18       | .321     | -     | -     | -     | -     | -     | -        |
| 2005  | 巨人  | 98    | 793   | 55    | 8     | 10    | 1     | .991     | 72       | 53       | 19       | .264     | 32    | 263   | 14    | 3     | 14    | .989     |
| 2006  | 巨人  | 128   | 916   | 83    | 3     | 7     | 7     | .997     | 88       | 49       | 39       | .443     | -     | -     | -     | -     | -     | -        |
| 2007  | 巨人  | 139   | 1001  | 74    | 8     | 9     | 8     | .993     | 70       | 50       | 20       | .286     | -     | -     | -     | -     | -     | -        |
| 2008  | 巨人  | 122   | 914   | 82    | 4     | 15    | 4     | .996     | 79       | 50       | 29       | .367     | -     | -     | -     | -     | -     | -        |
| 2009  | 巨人  | 107   | 715   | 67    | 4     | 7     | 5     | .995     | 80       | 54       | 26       | .325     | 10    | 71    | 5     | 0     | 6     | 1.000    |
| 2010  | 巨人  | 137   | 958   | 94    | 1     | 10    | 7     | .999     | 97       | 61       | 36       | .371     | 5     | 41    | 1     | 2     | 5     | .955     |
| 2011  | 巨人  | 112   | 758   | 75    | 2     | 12    | 3     | .998     | 61       | 41       | 20       | .328     | 1     | 4     | 0     | 0     | 0     | 1.000    |
| 2012  | 巨人  | 116   | 788   | 70    | 7     | 8     | 1     | .992     | 57       | 37       | 20       | .351     | 21    | 175   | 7     | 3     | 17    | .984     |
| 2013  | 巨人  | 119   | 858   | 71    | 1     | 5     | 5     | .999     | 76       | 48       | 28       | .368     | 5     | 39    | 4     | 0     | 3     | 1.000    |
| 2014  | 巨人  | 111   | 699   | 69    | 1     | 12    | 3     | .999     | 66       | 48       | 18       | .273     | 24    | 175   | 8     | 1     | 15    | .995     |
| 2015  | 巨人  | 25    | 167   | 16    | 0     | 0     | 0     | 1.000    | 18       | 9        | 9        | .500     | 78    | 652   | 35    | 2     | 44    | .997     |
| 2016  | 巨人  | -     | -     | -     | -     | -     | -     | -        | -        | -        | -        | -        | 84    | 705   | 37    | 10    | 68    | .987     |
| 2017  | 巨人  | -     | -     | -     | -     | -     | -     | -        | -        | -        | -        | -        | 115   | 962   | 45    | 5     | 76    | .995     |
| 2018  | 巨人  | -     | -     | -     | -     | -     | -     | -        | -        | -        | -        | -        | 41    | 272   | 9     | 1     | 13    | .996     |
| 2019  | 巨人  | 1     | 2     | 0     | 0     | 0     | 0     | 1.000    | 1        | 1        | 0        | .000     | 37    | 196   | 8     | 2     | 14    | .990     |
| 通算  | 通算  | 1667  | 12094 | 991   | 58    | 132   | 67    | .996     | 1000     | 652      | 348      | .348     | 453   | 3355  | 173   | 29    | 275   | .992     |

- 各年度の太字はリーグ最高
- 太字年はゴールデングラブ賞受賞

### 年度別監督成績
レギュラーシーズン
| 年 度     | 球 団     | 順 位     | 試 合 | 勝 利 | 敗 戦 | 引 分 | 勝 率 | ゲ ｜ ム 差 | 本 塁 打   | 打 率      | 防 御 率   | 年 齡      |
| --------- | --------- | --------- | ----- | ----- | ----- | ----- | ----- | ----------- | ---------- | ---------- | ---------- | ---------- |
| 2024年    | 巨人      | 1位       | 143   | 77    | 59    | 7     | .566  | -           | 81         | .247       | 2.49       | 45歳       |
| 通算：1年 | 通算：1年 | 通算：1年 | 143   | 77    | 59    | 7     | .566  | Aクラス1回  | Aクラス1回 | Aクラス1回 | Aクラス1回 | Aクラス1回 |

### タイトル
- 首位打者：1回（2012年）
- 打点王：1回（2012年）
- 最高出塁率：1回（2012年）

### 表彰
- 最優秀選手：1回（2012年）
- ベストナイン：9回（捕手部門：2002年、2007年 - 2014年） ※捕手部門で9度受賞はセ・リーグ最多タイ（他に古田敦也）、8年連続は歴代2位タイかつセ・リーグ最長タイ（他に森昌彦）
- ゴールデングラブ賞：4回（捕手部門：2002年、2008年、2013年、2014年）
- セ・リーグ連盟特別表彰：2回（功労賞：2019年、最優秀監督賞：2024年[125]）
- 正力松太郎賞：1回（2012年）※選手として表彰
- 月間MVP：6回（2004年4月、2009年9月[126]、2010年6月[127]、2012年6月[128]、2012年8月[129]、2012年9月[130]）
- 日本シリーズMVP：1回（2009年）
- 日本シリーズ優秀選手賞：1回（2012年）
- 日本シリーズ特別賞 - みんなで選ぶコナミ賞：1回（2012年）
- 最優秀バッテリー賞：6回
  - 2002年 投手：上原浩治
  - 2007年 投手：高橋尚成
  - 2008年 投手：セス・グライシンガー
  - 2009年 投手：ディッキー・ゴンザレス
  - 2012年 投手：内海哲也
  - 2014年 投手：菅野智之
    - ※6回選出は歴代最多タイ記録
- オールスターゲームMVP：2回（2007年第2戦、2010年第1戦）
- オールスターゲーム敢闘選手賞：1回（2015年第1戦）
- ホームランダービー優勝：1回（2012年第3戦）
- 優秀JCB・MEP賞：2回（2004年、2005年）
- 最優秀JA全農Go・Go賞：1回（2011年）
- JA全農Go・Go賞：2回（最多盗塁阻止賞：2011年8月、最多二・三塁打賞：2011年9月）
- 東京ドームMVP：3回（2005年、2011年、2012年）
- 東京ドーム特別賞：1回（2024年[131]）
- 日韓クラブチャンピオンシップMVP：1回（2009年）
- セ・パ交流戦 日本生命賞：1回（2010年）
- スカパー! サヨナラ賞：1回（2012年8月[132]）
- 「ジョージア魂」賞：1回（2011年度第7回）
- 日本プロスポーツ大賞：1回（2012年）[133]
- スピードアップ賞：1回（2013年）
- 報知プロスポーツ大賞：3回（2007年、2012年、2013年）
- ヤナセ・ジャイアンツMVP賞：2回（2007年、2012年）[134][135]
- 月間アットホームヒーロー賞[注 13]：5回（2013年3月・4月、2014年8月、2015年7月、2016年6月、2017年3月・4月）
- タニタ健康大賞（2019年）
- 紺綬褒章：1回（2021年[136]）

### 記録

#### 選手
初記録
- 初出場・初先発出場：2001年3月30日、対阪神タイガース1回戦（東京ドーム）、「8番・捕手」で先発出場、5打数2安打4打点
- 初打席・初安打・初打点：同上、2回裏に星野伸之から右中間へ2点適時二塁打
- 初得点・同上、二走として二岡智宏の適時打で生還
- 初盗塁：2001年4月11日、対中日ドラゴンズ2回戦（ナゴヤドーム）、9回表に二盗（投手：井本直樹、捕手：鈴木郁洋）
- 初本塁打：2001年4月13日、対横浜ベイスターズ1回戦（東京ドーム）、5回裏に河原隆一から右中間へ先制ソロ
- 初死球：2001年4月15日、対横浜ベイスターズ3回戦（東京ドーム）、4回裏にシェーン・バワーズから

節目の記録
- 100本塁打：2005年8月10日、対横浜ベイスターズ14回戦（東京ドーム）、4回裏に三浦大輔から右越ソロ ※史上241人目
- 150本塁打：2008年5月3日、対東京ヤクルトスワローズ7回戦（明治神宮野球場）、9回表に五十嵐亮太から右越3ラン ※史上146人目
- 1000試合出場：2009年5月4日、対阪神タイガース6回戦（阪神甲子園球場）、「8番・捕手」で先発出場 ※史上430人目
- 1000安打：2009年6月8日、対東北楽天ゴールデンイーグルス4回戦（東京ドーム）、6回裏に井坂亮平から左前安打 ※史上253人目
- 200本塁打：2009年9月18日、対東京ヤクルトスワローズ20回戦（明治神宮野球場）、7回表に加藤幹典から中越3ラン ※史上95人目
- 250本塁打：2011年5月18日、対東北楽天ゴールデンイーグルス2回戦（日本製紙クリネックススタジアム宮城）、7回表に永井怜から右越ソロ ※史上55人目
- 100死球：2012年6月30日、対中日ドラゴンズ8回戦（東京ドーム）、3回裏に小笠原孝から ※史上18人目
- 1500試合出場：2013年4月4日、対横浜DeNAベイスターズ2回戦（横浜スタジアム）、「4番・捕手」で先発出場 ※史上177人目
- 1500安打：2013年4月7日、対中日ドラゴンズ3回戦（東京ドーム）、7回裏に小林正人から右前安打 ※史上113人目
- 300本塁打：2013年4月21日、対広島東洋カープ6回戦（MAZDA Zoom-Zoom スタジアム広島）、7回表に中村恭平から右越2ラン ※史上38人目（捕手では野村克也・田淵幸一に次いで3人目）
- 1000打点：2014年6月7日、対埼玉西武ライオンズ4回戦（東京ドーム）、5回裏に岸孝之から右越ソロ ※史上42人目（捕手では野村克也・田淵幸一・古田敦也・谷繁元信に次いで5人目）
- 3000塁打：2014年7月25日、対中日ドラゴンズ13回戦（ナゴヤドーム）、2回表に大野雄大から遊撃内野安打 ※史上53人目
- 300二塁打：2014年9月21日、対東京ヤクルトスワローズ22回戦（東京ドーム）、1回裏に小川泰弘から左中間へ適時二塁打 ※史上62人目
- 350本塁打：2015年7月1日、対広島東洋カープ13回戦（東京ドーム）、8回裏に戸田隆矢から中越ソロ ※史上28人目
- 2000試合出場：2017年5月20日、対横浜DeNAベイスターズ8回戦（横浜スタジアム）、「4番・一塁手」で先発出場 ※史上50人目
- 3500塁打：2017年8月3日、対東京ヤクルトスワローズ16回戦（明治神宮野球場）、1回表に星知弥から中前安打 ※史上29人目
- 2000安打：2017年8月13日、対広島東洋カープ20回戦（MAZDA Zoom-Zoom スタジアム広島）、9回表に今村猛から右前安打 ※史上49人目
- 400本塁打：2019年6月1日、対中日ドラゴンズ10回戦（東京ドーム）、6回裏に田島慎二から右越ソロ ※史上19人目[137][138]
- 350二塁打：2019年6月13日、対埼玉西武ライオンズ3回戦（メットライフドーム）、7回表に粟津凱士から中越二塁打 ※史上42人目[73]。
- 150死球：2019年8月9日、対東京ヤクルトスワローズ18回戦（東京ドーム）、5回裏に小川泰弘から ※史上5人目

その他の記録
- 月間16本塁打：2004年4月 ※プロ野球2位タイ
- 捕手としての年間最高打率記録：.3404（2012年）
- 捕手として通算400本塁打・350二塁打 ※セ・リーグ初、史上2人目
- 通算死球：152（左打者最多記録）[139]
- 奪本塁打投手人数：233 ※歴代2位、セ・リーグ記録[73]
- 交流戦通算60本塁打 ※セ・リーグ記録[140][注 14]
- オールスターゲーム出場：13回（2003年、2004年、2006年、2007年、2008年、2009年、2010年、2011年、2012年、2013年、2014年、2015年、2017年）

WBCでの記録
- 1イニング2本塁打（第3回WBC オランダ戦：2013年3月12日）

#### 監督
節目の記録
- 初出場・初勝利：2024年3月29日、対阪神タイガース1回戦（東京ドーム）
- 通算100勝：2025年5月22日、対阪神タイガース12回戦（甲子園）

### 背番号
- 10（2001年[12] - 2019年）
- 80（2020年[81] - 2023年）
- 83（2024年[89] - ）

### 登場曲
- 「September」Earth, Wind & Fire[141][142]

### 代表歴
- 2000年シドニーオリンピックの野球競技・日本代表
- 2008年北京オリンピックの野球競技・日本代表
- 2009 ワールド・ベースボール・クラシック日本代表
- 2013 ワールド・ベースボール・クラシック日本代表

## 関連情報

### 著書
- 阿部慎之助の野球道（徳間書店、2020年9月29日）ISBN 978-4198650919 - ※橋上秀樹との共著。

## 関係文献
- 『巨人軍5000勝の記憶』 読売新聞社、ベースボールマガジン社、2007年。ISBN 9784583100296。p.88 月間16本塁打記録について。「リードと打撃の両立」、入団当時投手陣の信頼を得ることに苦労したこと等